# Єльонек (Західнопоморське воєводство)
Єльонек (пол. Jelonek) — село в Польщі, у гміні Борне-Суліново Щецинецького повіту Західнопоморського воєводства.